# Tandilia adorea
Tandilia adorea là một loài bướm đêm trong họ Noctuidae.